# Operation Repo
Operation Repo (conocido como Operación rescate en Hispanoamérica y Embargo por sorpresa en España) fue un programa de la televisión estadounidense que describe el mundo de cobro de la deuda con las escenas y secuencias de comandos con guion realizadas por los actores en el Valle de San Fernando, California.
La serie está filmada en un reality show que consiste en secuencias de comandos y dramatizaciones hechas por actores. El programa es grabado con escenas que recrean hechos reales en el que el elenco realice embargos de automóviles para las compañías financieras. En el show también realizan embargos de otros artículos exóticos y extraños como los barcos de lujo, aviones, limusinas, motocicletas, vehículos todo terreno, camiones de helados, grúas, autobuses, camiones, bicicletas caras, globos de aire caliente, trituradoras de madera, podadoras de césped, tractores agrícolas, carretillas elevadoras , y las camas de bronceado.

## Reconstrucción y autenticidad
Operation Repo pretendía mostrar historias reales de incidentes de embargo; sin embargo, el espectáculo representa guion, dramatizaciones y representaciones en las que el elenco «recrea» incidentes utilizando actores y protagonizando escenas de acción. Hay un descargo de responsabilidades al principio y al final del espectáculo que dice: «Las historias que se retratan en este programa están basadas en hechos reales. Los nombres de los personajes fueron cambiados para proteger sus identidades y honor».

## Historia
Operation Repo primero producido en una versión en español por Telemundo en octubre de 2006 pronto se convirtió en el programa número uno clasificado en la red. El espectáculo más tarde se cruzó al idioma inglés y se mudó a TruTV, donde ha estado estrenándose desde el 31 de marzo de 2008. La temporada undécima estrenada el 23 de marzo de 2013 y el último episodio de la temporada once hasta ahora se estrenó el 16 de junio de 2013. La temporada undécimo reanudó el 18 de diciembre de 2013 y ha llegado a la conclusión, junto con la serie, el 5 de febrero de 2014.
En Latinoamérica, la serie se estrenó el 24 de septiembre de 2012, en el canal Infinito, mientras que la emitían en su idioma original y con subtítulos al español el 20 de julio de 2009 y una doblada al español desde el 15 de julio de 2013 en TruTV.

## Temporadas
| Temporada | Temporada | Episodios | Estreno original (Estados Unidos) | Estreno original (Estados Unidos) |
| Temporada | Temporada | Episodios | Comienzo                          | Final                             |
| --------- | --------- | --------- | --------------------------------- | --------------------------------- |
|           | 1         | 6         | 30 de diciembre de 2007           | 21 de julio de 2008               |
|           | 2         | 10        | 10 de noviembre de 2008           | 22 de diciembre de 2008           |
|           | 3         | 13        | 16 de marzo de 2009               | 1 de junio de 2009                |
|           | 4         | 13        | 8 de junio de 2009                | 21 de septiembre de 2009          |
|           | 5         | 13        | 9 de noviembre de 2009            | 25 de enero de 2010               |
|           | 6         | 13        | 8 de febrero de 2010              | 26 de abril de 2010               |
|           | 7         | 13        | 7 de junio de 2010                | 18 de octubre de 2010             |
|           | 8         | 26        | 26 de enero de 2011               | 14 de septiembre de 2011          |
|           | 9         | 26        | 14 de septiembre de 2011          | 7 de mayo de 2012                 |
|           | 10        | 26        | 6 de junio de 2012                | 12 de diciembre de 2012           |
|           | 11        | 22        | 27 de marzo de 2013               | 5 de febrero de 2014              |

## Equipo

### Equipo de Sonia
- Sonia Pizarro - A sí misma (jefa) [2006-2014]
- Lyndah Pizarro - ella misma (sobrina de Sonia) [2008-2014]
- Froylan "Froy" Tercero - a sí mismo (ex de Sonia) [2006-2011, 2011-2014]
- Matt Burch - a sí mismo (amigo de la familia) [2006-2009, 2009-2011, 2011-2014]
- Carlos López - a sí mismo (nuevas contrataciones) [2012-2014]
- Ronnie Lee - a sí mismo (nuevas contrataciones) [2012-2014]

### Equipo de Matt y Froy
- Matt Burch (2011)
- Froylan "Froy" Tercero (2011)

### El ex equipo
- Luis "Lou" Pizarro - a sí mismo (jefe) [2006-2013] Se retiró en el episodio 6 de la temporada 11
- Roberto "Rob" Pizarro - (primo de Lou, ocupó el lugar de Matt y Froy cuando abandonaron temporalmente el equipo de Lou) [2011]
- Vanessa Gómez (en el equipo cuando el show salió al aire en Telemundo; sustituida por Lyndah cuando el programa se trasladó a truTV) [2006-2008]
- Mike (ingresó cuando Matt salió la primera vez)
- Ashley Burch - ella misma (hija de Matt, en secreto continuó pases con Matt) [2011]
- Frankie - a sí mismo (ingresó para reemplazar a Matt y Froy en 2009 y 2012, y quedó arrestado por delincuente en 2009, despedido en 2012 por arruinar el semi y el coche).

## Producción
El 11 de octubre de 2004, Telemundo y EGA Producciones Broadcast ordenaron la realización de un episodio piloto grabado al español y el resto de la serie en inglés. Además, EGA Producciones Broadcast grabó el primer episodio de la serie el 25 de abril de 2005.
Las grabaciones de la serie comenzaron el 25 de abril de 2005 en la ciudad de Los Ángeles, California y finalizaron el 27 de diciembre de 2013 con 6 episodios producidos para la primera temporada, 10 para la segunda, 13 para la tercera, la cuarta, la quinta, la sexta y la séptima, 26 para la octava, novena y décima y 22 para la decimoprimera. 
El 30 de mayo de 2005, comenzó el rodaje de la segunda temporada y terminó de rodarse el 17 de octubre de 2008 cuyo estreno fue el 10 de noviembre de 2008. Además, el episodio “Todos en Twitter” fue grabado con motivos del Mundial de Fútbol de Alemania en junio de 2006.
El rodaje de la tercera temporada empezó el día 28 de agosto de 2006, y se estrenó en Estados Unidos el 16 de marzo de 2009. 
El 4 de mayo de 2007, Telemundo oficialmente anunció que grabarían los primeros episodios de la cuarta temporada el 5 de noviembre de 2007, cuyo estreno fue el 8 de junio de 2009.
El 13 de abril de 2009, se grabó la quinta temporada y terminó de filmarse el 3 de julio del mismo año, cuyo estreno fue el 9 de noviembre de 2009.
El 10 de agosto de 2009, se iniciaron las grabaciones de la sexta temporada y terminaron de grabarse los episodios el 3 de octubre del mismo año, estrenándose el 8 de febrero de 2010.
El 9 de noviembre de 2009, comienzan las grabaciones de la séptima temporada y se estrenó el 7 de junio de 2010.
El 28 de junio de 2010, comenzaron las grabaciones de la octava temporada y se estrenó el 26 de enero de 2011.
El rodaje de la novena temporada empezó el 28 de febrero de 2011 en la ciudad de Los Ángeles, y se estrenó en Estados Unidos el 14 de septiembre de 2011.
El 24 de octubre de 2011, los temas de apertura de la serie comenzaron a grabarse en alta definición (en inglés, high-definition television o HDTV). La transición condujo a todo el equipo de producción.
La filmación de la décima temporada comenzó en Los Ángeles, California, el 7 de noviembre de 2011, y se estrenó el 6 de junio de 2012.
La decimoprimera temporada empezó a grabarse el 27 de agosto de 2012, mientras que el final de temporada se había filmado el 27 de diciembre del año siguiente. 
El 1 de marzo de 2014, se anunció que con el estreno de su último episodio, la transmisión de la serie llegaría a su fin después de 6 años.

### Productores
- Tariq Jalil - Productor ejecutivo
- Francisco Aguilar - Productor ejecutivo/director
- Luis Pizarro - Productor ejecutivo/creador
- Stephen A. Phillips - Consultor de producción
- Angel Annussek - Productor ejecutivo (En asociación con TruTV)
- Lars Casteen - Productor asociado (en asociación con TruTV)

## Doblaje
El doblaje al español en Sudamérica se lleva a cabo en Argentina en Videomaster desde el año 2006 hasta la actualidad.
| Persona  | Actor de doblaje                                                           |
| -------- | -------------------------------------------------------------------------- |
| Luis     | Adrián Wowczuk                                                             |
| Sonia    | Mariana Correa Valeria Gómez (un capítulo)                                 |
| Froy     | Javier Naldjián Javier Gómez (un capítulo)                                 |
| Lyndah   | Karin Zavala Claudia Pannone (un capítulo)                                 |
| Matt     | Gustavo Bonfigli René Sagastume (un capítulo)                              |
| Ashley   | Natalia Bernodat                                                           |
| Rob      | Javier Gómez                                                               |
| Frankie  | Pablo Gandolfo                                                             |
| Ronnie   | Pedro Ruiz                                                                 |
| Carlos   | Javier Gómez (1ª voz) Hernán Chiozza (2ª voz) René Sagastume (un capítulo) |
| Narrador | Ricardo Alanis René Sagastume (algunos capítulos)                          |

### Voces Adicionales
- Diego Brizzi
- Gustavo Dardés
- Hernán Palma
- José Luis Perticarini
- Leto Dugatkin
- Mara Campanelli
- Marcos Abadi
- Agustina Priscila
- René Sagastume
- Noelia Culshaw
- Natalia Rosminati
- Yamila Garreta

### Emisión
| Turner | Infinito | Hispanoamérica | Cablevision (Hoy Izzi) | Infinito | México |